# Corailleur
Un corailleur est une personne qui pêche le corail afin de le revendre. Cette pêche, très sensible et qui peut avoir de grandes retombées sur l'écosystème, est encadrée dans bon nombre de pays (limite du nombre de corailleurs par un numerus clausus, définition stricte des méthodes de pêche, interdiction de pêche en deçà d'une certaine profondeur, etc.)
Le corailleur est fréquemment obligé de plonger à de grandes profondeurs. Il peut ainsi être amené à utiliser des mélanges autres que l'air (Trimix, Heliox, mais pas Nitrox dont la profondeur d'emploi est limitée) et/ou à effectuer ses paliers de décompression en caisson de décompression.